# 2025年9月7日月食
2025年9月7日月食为一次將在协调世界时2025年9月7日出現的月全食。該次月食半影食分為2.369、全影食分為1.368。偏食將會維持105分，全食將會維持41分。

## 概述
這次月食的食分是23.11，偏食將會維持105分，全食將會維持41分。

### 可見地區
東半球未被陽光照射部分，亞洲全區，非洲全區，歐洲全區，（除格陵蘭島）。北美洲阿拉斯加西部。南極大陸除跨入西半球。
|                |
| Visibility map |

### 另外
月食發生時間因地球自轉而異，如大西洋東部，亞洲西部，非洲大陸西部因地球自轉入晨昏線後的黑夜，因此發生時間為9月7日。而在亞洲至太平洋西部。因月全食時地球正好在午夜或已過晨昏線即將步入白晝，因此發生時間為9月8日。

## 基本參數
- 類型：月全食
- 食甚資料：
  - 日期：2025年9月7日
  - 時間：18:11
  - 月球位置：赤經23.11度、赤緯-6.0度
  - 食分：半影食分：2.369、全影食分：1.368
  - 持續時間：偏食105分、全食41分

### 食年序列
| 降交點   | 降交點        | 降交點        |               | 升交點         | 升交點         | 升交點       |              |
| 沙罗     | 觀測日期      | 種類          | 沙罗          | 觀測日期       | 種類           |              |              |
| 113      | 2024年3月25日 | 半影月食      | 118           | 2024年9月18日  | 月偏食         |              |              |
| 123      | 2025年3月14日 | 月全食        | 128           | 2025年9月7日   | 月全食         |              |              |
| 133      | 2026年3月3日  | 月全食        | 138           | 2026年8月28日  | 月偏食         |              |              |
| 143      | 2027年2月20日 | 半影月食      | 148           | 2027年8月17日  | 半影月食       |              |              |
|          |               |               |               |                |                |              |              |
| 上一序列 | 2023年5月5日  | 2023年5月5日  | 上一序列      | 2023年10月28日 | 2023年10月28日 |              |              |
|          |               |               |               |                |                |              |              |
| 下一序列 | 2028年1月12日 | 2028年1月12日 | 2028年1月12日 | 下一序列       | 2028年7月6日   | 2028年7月6日 | 2028年7月6日 |

### 沙羅序列
這次的食是每18年又11天重複出現的沙羅週期第128序列。 
在128序列的71次月食中有11次月全食。
| 最大的食                                           | 第一次        | 第一次         | 第一次        | 第一次        |
| -------------------------------------------------- | ------------- | -------------- | ------------- | ------------- |
| 序列中最大的時發生在1953年7月26日，至少有108分鐘。 | 半影月食      | 月偏食         | 月全食        | 中心食        |
| 序列中最大的時發生在1953年7月26日，至少有108分鐘。 | 1304年6月18日 | 1430年9月2日   | 1845年5月21日 | 1899年6月23日 |
| 序列中最大的時發生在1953年7月26日，至少有108分鐘。 | 最後一次      |                |               |               |
| 序列中最大的時發生在1953年7月26日，至少有108分鐘。 | 中心食        | 月全食         | 月偏食        | 半影月食      |
| 序列中最大的時發生在1953年7月26日，至少有108分鐘。 | 2007年8月28日 | 2097年10月21日 | 2440年5月17日 | 2566年8月2日  |

| 1917年7月4日   | 1917年7月4日   | 1935年7月16日  | 1935年7月16日  | 1953年7月26日 | 1953年7月26日 |
|                |                |                |                |               |               |
| 1971年8月6日   | 1971年8月6日   | 1989年8月17日  | 1989年8月17日  | 2007年8月28日 | 2007年8月28日 |
|                |                |                |                |               |               |
| 2025年9月7日   | 2025年9月7日   | 2043年9月19日  | 2043年9月19日  | 2061年9月29日 | 2061年9月29日 |
|                |                |                |                |               |               |
| 2079年10月10日 | 2079年10月10日 | 2097年10月21日 | 2097年10月21日 |               |               |
|                |                |                |                |               |               |

### Tritos 序列
Tritos序列為每11年又少31天食在升降交點輪替重現週期的集合，並且在沙羅序列中的序號是遞增的。
在1905年8月15日至2091年3月5日之間，這個序列發生了16次的月全食和2次月偏食。
| 降交點 | 降交點            | 降交點 |      | 升交點            | 升交點 | 升交點 |
| 沙羅   | 見食日期 與地區圖 | 食像圖 | 沙羅 | 見食日期 與地區圖 | 食像圖 |        |
| ------ | ----------------- | ------ | ---- | ----------------- | ------ | ------ |
| 117    | 1905年8月15日     | 月偏食 | 118  | 1916年7月15日     | 月偏食 |        |
| 119    | 1927年6月15日     | 月全食 | 120  | 1938年5月14日     | 月全食 |        |
| 121    | 1949年4月13日     | 月全食 | 122  | 1960年3月13日     | 月全食 |        |
| 123    | 1971年2月10日     | 月全食 | 124  | 1982年1月9日      | 月全食 |        |
| 125    | 1992年12月9日     | 月全食 | 126  | 2003年11月9日     | 月全食 |        |
| 127    | 2014年10月8日     | 月全食 | 128  | 2025年9月7日      | 月全食 |        |
| 129    | 2036年8月7日      | 月全食 | 130  | 2047年7月7日      | 月全食 |        |
| 131    | 2058年6月6日      | 月全食 | 132  | 2069年5月6日      | 月全食 |        |
| 133    | 2080年4月4日      | 月全食 | 134  | 2091年3月5日      | 月全食 |        |

### 默冬章
默冬章是食的沙羅週期加上一個食年的陰陽合曆週期，因此在日曆上會出現相同的對應日期，而地球在天球上的投影或是影子，幾乎落在相同的星空背景上。
| 1. 2006年3月14日 - 半影月食 (113) 2. 2025年3月14日 - 月全食 (123) 3. 2044年3月13日 - 月全食 (133) 4. 2063年3月14日- 月偏食(143) | 1. 2006年9月7日 - 月偏食 (118) 2. 2025年9月7日 - 月全食 (128) 3. 2044年9月7日 - 月偏食 (138) 4. 2063年9月7日 - 半影月 (148) |
| | |

## 外部連結
- NASA月食專頁（页面存档备份，存于）（英文）